# Åsa Lönnqvist
Åsa Lönnqvist (14 de abril de 1970) é uma ex-futebolista profissional sueca que atuava como meia.

## Carreira
Åsa Lönnqvist fez parte do elenco da Seleção Sueca de Futebol Feminino, nas Olimpíadas de 1996. 